# Metoecus sumatrensis
Metoecus sumatrensis is een keversoort uit de familie waaierkevers (Rhipiphoridae). De wetenschappelijke naam van de soort is voor het eerst geldig gepubliceerd in 1990 door Nakane & Yamane.